# Kreol nyelv

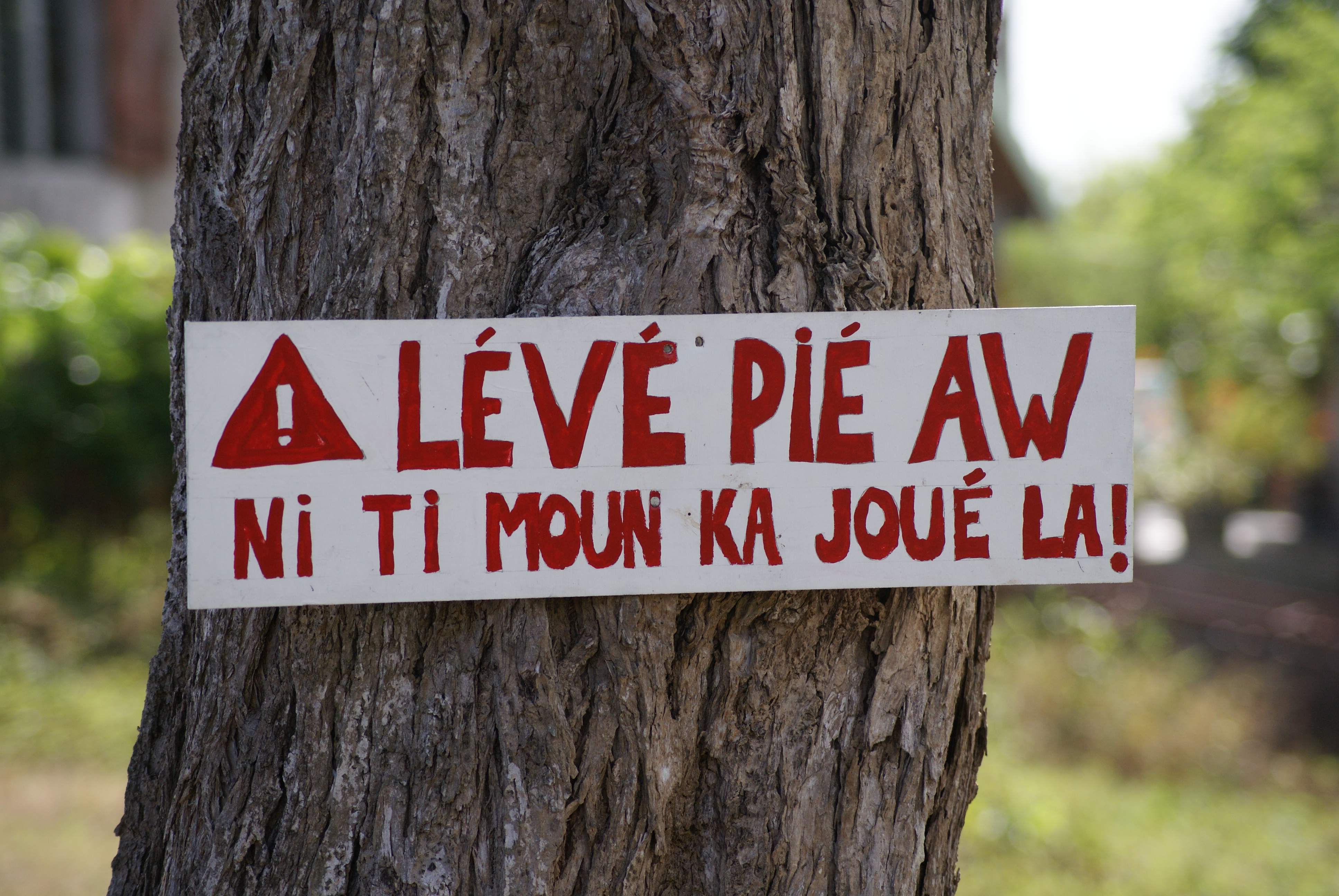
Guadeloupe-i kreol felirat, fordításban: ’LASSÍTS [szó szerint ’emeld fel a lábad’ (a gázpedálról)] GYEREKEK JÁTSZANAK ITT!’

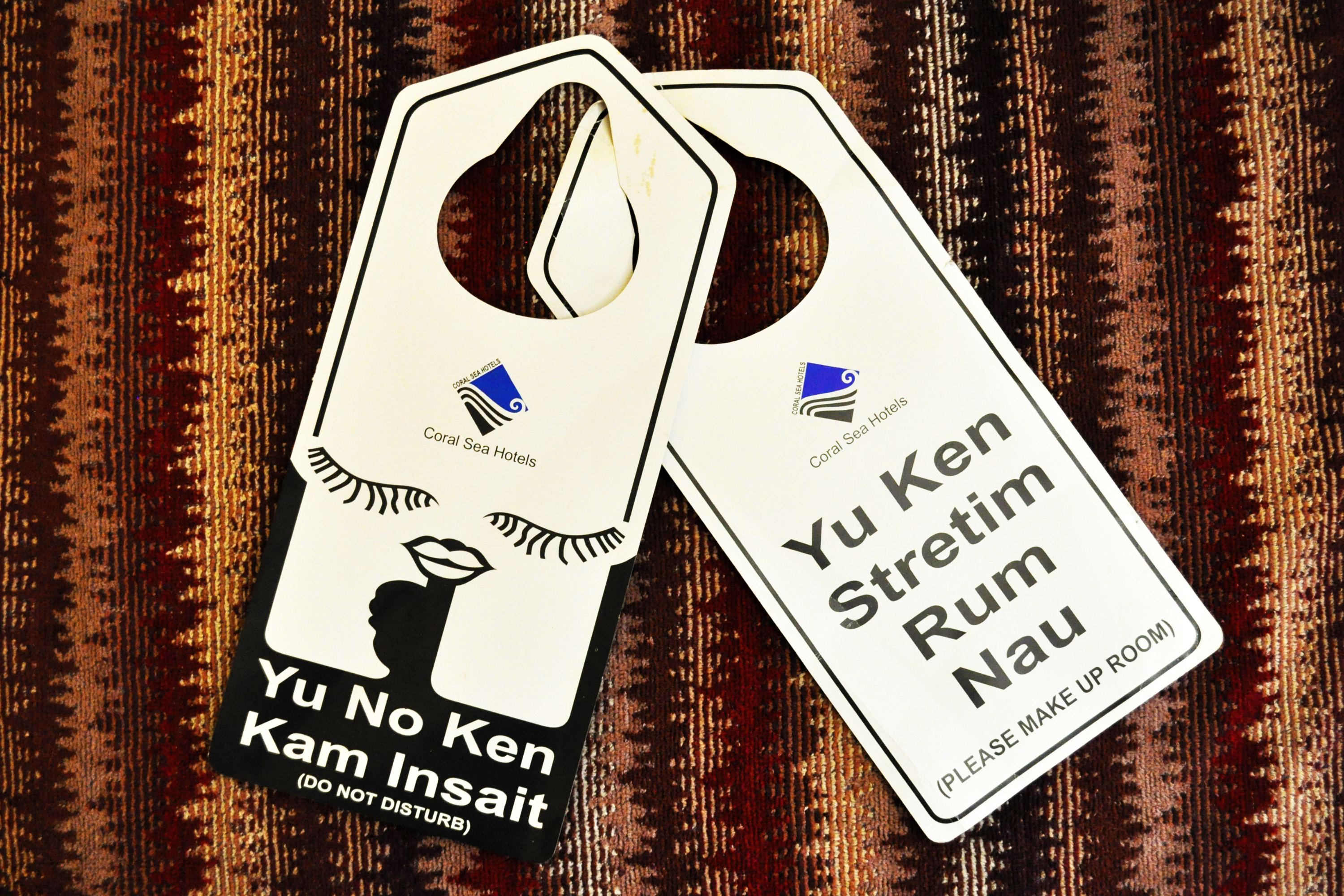
Tok piszin nyelvű szállodaszobákra való feliratok. Szó szerinti fordításban a baloldali: ’Nem jöhet be’; a jobboldali: ’Most takaríthatják a szobát’.

A szociolingvisztikában a kreol nyelv terminus olyan kevert nyelvet nevez meg, amely a beszélői által második nyelvként elsajátított közvetítőnyelvből a kifejezés szokásos jelentése szerinti anyanyelvvé fejlődött. Az eredeti kevert nyelv legtöbbször pidzsin volt, de lehetett olyan típusú nyelv is, amilyen egykor a Földközi-tenger térségében használt lingua franca volt, és amelyet sabir-nak is neveztek, tehát e nyomán szabirnak nevezett típusú nyelv utóda is lehetett kreol nyelv.
A legtöbb esetben a pidzsineknek volt egy európai hatalom nyelve adta szupersztrátumuk, olyan hatalomé, amely gyarmatbirodalmat hódított meg magának a 17. század után. Ilyen nyelvek voltak a spanyol, a portugál, a francia, az angol és a holland. Ezek a nyelvek érintkezésbe léptek olyan nyelvekkel, amelyeket a gyarmatok bennszülöttei beszéltek Afrikában, Dél-Ázsiában, Délkelet-Ázsiában, az Indiai-óceán és a Csendes-óceán szigetein, valamint Amerikában, vagy rabszolgák, akiket a világ egyik részéről a másikra, főleg Afrikából Amerikába vittek. Ezek a nyelvek voltak a pidzsinek szubsztrátumai.
A nyelvészek többsége nyelvekként kezeli a kreol idiómákat, de vannak, akik az egyazon szupersztrátumúakat egy, több változattal rendelkező nyelvnek tekintik.
A legtöbb kreol nyelvnek csak beszélt alakja van, nincs sztenderd változata, sem autonómiája a szupersztrátumhoz viszonyítva, ezért egyesek kihaltak, amint a holland szupersztrátumúak, amelyek csak nyomokat hagytak más kreol nyelvekben. Azonban vannak olyanok is, amelyeket sztenderdizáltak és még hivatalos nyelvek is lettek volt gyarmatokban, mint például a haiti kreol nyelv.

## Az elnevezés eredete
A „kreol” melléknév nemzetközi szó. Eredete a portugál crioulo szóhoz megy vissza, amely a criar ’teremteni, nemzeni’ igéből képzett. Átvette a spanyol nyelv criollo alakban, ebből pedig a francia créole, az angol creole vagy a német Kreole származik. Eredetileg ’gyarmaton született fehér ember’ volt a jelentése. A „minősítők” használták a spanyol és a portugál gyarmatokon, hogy meg tudják különböztetni az etnikum azon tagjait, akik ott születtek és nevelkedtek, azoktól, akik felnőttkorukban vándoroltak be. Leggyakrabban a gyarmatosító hatalom állampolgárai alkalmazták a kifejezést, például azért, hogy különbséget tudjanak tenni a spanyol kreolok – españoles criollos (spanyol elődöktől származó emberek, akik a gyarmatokon születtek) és a spanyol félszigeten élő emberek között – españoles peninsulares (az Ibériai-félszigeten született spanyolok). Brazíliában mindamellett azért is használták a kifejezést, hogy megkülönböztessék a fekete kreolokat – negros crioulos (afrikai rabszolgáktól származó, Brazíliában született emberek) a fekete afrikaiaktól – negros africanos (Afrikában született emberek). Az idők során a kreol szó és annak származékai (kreyol, kriol, krio stb.) elveszítették az általános jelentésüket, és a sokféle bevándorló etnikai csoport jelzőjévé váltak. Ezért eredetileg a „kreol nyelv” terminus bármely kreol embercsoport beszédét jelentette.

## A kreol nyelvek keletkezése
Bizonyos történelmi helyzetekben különböző nyelvek kerültek érintkezésbe kereskedés, gyarmatosítás, rabszolgaság vagy bevándorlás körülményei között. A kapcsolatba került felek nem értették meg egymást egyik nyelvén sem, ezért sürgősen szükség volt kommunikációs eszközre, ami úgy oldódott meg, hogy a felek nyelveinek elemeiből kevert nyelv jött létre, amelyet beszélőik anyanyelvük mellett második nyelvként sajátítottak el közvetítőnyelvi funkcióval. E nyelv szókészlete a használói kapcsolatának típusa szerint volt korlátozott, beszédhang-készlete a résztvevő nyelvek közös hangjaiból állt, nyelvtani szerkezetük pedig egyszerű volt. Történelmi vagy társadalmi és kulturális okok miatt egyes kevert nyelvek egész közösségek anyanyelvei lettek. Ezek a kreol nyelvek.
Keletkezésük folyamatának kérdése vitatott. Már a 19. században észrevették, hogy több közös vonást mutatnak még akkor is, ha különböző szupersztrátumaik és szubsztrátumaik vannak. Az összes keletkezésükre vonatkozó elmélet megpróbálta megmagyarázni ezt a jelenséget.
Egyes elméletek a poligenézist állítják. Ezek szerint mindegyik kreol nyelv egymástól függetlenül jött létre. Hugo Schuchardt , a kreolisztika megteremtője, a 19. század vége felé úgy tekintette, hogy mindegyik esetben az európai telepesek tudatosan egyszerűsítették volna le saját nyelvüket, mert túl bonyolultnak tartották azok számára, akikhez szóltak. Viszont Leonard Bloomfield  szerint a szubsztrátum nyelv beszélői kezdeményezték volna az első változtatásokat, majd a két fél kölcsönösen hibásan utánozta egymás beszédét, ami megerősítette az eredeti nyelvektől való különbségeket.
A poligenézis újabb elmélete szerint a pidzsin és a kreol nyelvek egymástól függetlenül alakultak ki különböző körülmények között, valamint a pidzsin nyelvnek nem volt szükséges minden esetben megelőznie a kreolt, továbbá a kreol nyelv sem a pidzsin nyelvből fejlődött ki. Ezek szerint a pidzsin nyelvek kereskedelmi kolóniák közötti mindennapos interakciók nyomán alakultak ki, amelyekben a nyelvhasználók megőrizték a saját anyanyelvüket a kommunikáció során. A kreol nyelvek mindeközben olyan gyarmatosított telepeken fejlődtek ki, amelyekben az európai nyelvet beszélők, akiknek a nyelve távol állt a sztenderdtől, gyakran fogadtak tanítványuknak szolgálókat. A nem-európai rabszolgákkal folytatott gyakori interakciók hatására a rabszolgák nem-európai nyelvéből bizonyos szavakat és jellegzetességeket átvettek, ami azt eredményezte, hogy egy erősen átalakult változat jött létre az eredeti nyelvből. Ezek a szolgálók és rabszolgák a kreolt mint hétköznapi nyelvet használták, nem csak pusztán azokban a helyzetekben, amelyekben a szupersztrátum beszélőjével volt szükséges a kontaktus.
Más, az 1960-as években kifejtett elmélet a monogenézist állítja. Douglas Taylor, Robert Wallace Thompson, William A. Stewart, Keith Whinnom stb. szerint, mivel az első gyarmatok portugálok voltak, az összes európai szupersztrátumú pidzsin és kreol nyelv egyetlen portugál pidzsinből származna. A többi szupersztrátumúak úgy keletkeztek volna, hogy a portugál szókészletet más európai nyelvek szavai helyettesítették, de megmaradt bennük az eredeti portugál pidzsin szerkezete.
Újabb, az 1980-as években született elméletek a nyelvi univerzálékhoz kötik a kreol nyelvek létrejöttét. Derek Bickerton  a közös vonásaikat azzal magyarázta, hogy a kreol nyelvek azonos módon keletkeztek volna. Elméletét bioprogram-hipotézisnek nevezte. Eszerint a kreol nyelvek gyorsan, egyetlen generáción belül jelentek meg, azon gyerekekében, akik szülei beszédében már kevert nyelv helyettesítette a szubsztrátum nyelvet. Ennek a nyelvnek a nagyon egyszerű, nem következetesen, rendszertelenül használt szerkezeteit hallva maga körül, a gyerek vele született nyelvi képességét használta megtanulása közben. Ezt a képességet egy univerzális grammatikához való hozzáférés teszi ki, amely a felnőttnek már nincs meg. Ezzel a gyerek rögzített nyelvtant tulajdonított a nyelvnek, és ehhez igazodva következetesen „rendes” nyelvként beszélte. Erre a nyelvre már csak minimálisan hatott a szubsztrátum, és a következő generációk már ezt sajátították el anyanyelvükként. Az így keletkezett kreol nyelv már mindazon jellegzetességekkel rendelkezett, amelyekkel elláthatta bármelyik természetes nyelv kommunikációs funkcióit, ezekéhez hasonló alaki és funkciós összetettséggel, az adott közösség kommunikációs szükségleteinek határai között.

## A kreol nyelvek jellegzetességei
A kreol nyelvek egyes jellegzetességei folytatják azon kevert nyelvekéit, amelyekből kifejlődtek. Eszerint, ha az pidzsin volt, fonológiai rendszere egyszerűbb, mint a szupersztrátumé és a szubsztrátumé, mivel ezek közös fonémáiból áll. Ilyen kreol nyelv szókészletének a legnagyobb részét a szupersztrátumból származó szavak teszik ki. Grammatikai rendszere általában egyszerű, alapszerkezetekből álló. Analitikus, azaz viszonyszókat használó szerkezeteket preferál szintetikusok helyett, tehát teljesen vagy nagy részben kiküszöböli a flexiót, és szórendje rendszerint rögzült. Szóalkotási módszerei többnyire a két elemből álló szóösszetétel és a reduplikáció (szó megismétlése), egyes nyelvek esetében a szóképzés is.
Bickerton több olyan közös vonásait állapította meg a kreol nyelveknek, amelyekben bioprogram-elméletének az egyik megerősítését látta, például az alábbiakat:
- Tagadó mondatban a határozatlan alanyt, az állítmányt és a határozatlan tárgyat vagy határozót külön-külön tagadják, pl. non dag na bait non kyat ’egyetlen kutya egyetlen macskát sem harapott meg’ (guyanai angol).
- Ugyanaz a szó van a személytelen létigére és a birtoklást kifejezőre, pl. get one wahine she get one daughter ’van egy asszony, akinek van egy lánya’ (hawaii angol).
- A magyar létigének két megfelelője van, az egyik helyhatározóval, a másik kopulaként használt, pl. a ben de na ini a kamra ’(ő) a szobában volt’ vs. mi na botoman ’(én) csónakos vagyok’ (sranan suriname-i angol).
- A melléknevet kopula nélkül használják állítmányként, pl. di pikni sik ’a gyerek beteg’ (jamaicai angol).
- A kérdő mondat szórendje nem különbözik a kijelentő mondatétól, pl. i bai di eg-dem(?) ’(ő) megvette a tojásokat(?)’ (guyanai angol).

## A kreol nyelvek változatai
Fejlődési és sztenderdizálási fokuktól függetlenül a kreol nyelvek kapcsolatban maradnak a szupersztrátumukkal. Ezért mindegyiknek vannak ehhez viszonyított társadalmi változatai (szociolektusok), amelyek nyelvi kontinuumot alkotnak. Több tényezőtől függ, hogy milyen mértékben bírja őket a beszélő: elsősorban az iskolázottsági szintjétől a szupersztratum nyelvben, azután a társadalmi és etnikai hozzátartozásától, alkalmazkodási és egyéb képességeitől, valamint lélektani tényezőktől. Három fő változat különböztethető meg, amelyeket nem választ szét éles határ.
Bazilektusnak nevezik a szupersztrátumtól legtávolabb álló változatot.
Akrolektus az elnevezése a szupersztrátummal nem azonos, de hozzá a legközelebb álló változatnak. Olyan személyek használják, akik iskolázottsági szintje elegendő ahhoz, hogy ismerjék a szupersztrátum sztenderd változatát, de ezt egyes olyan hangtani sajátosságokkal beszélik, amelyek a szubsztrátuméi. Ilyen például egy olyan pedagógus nyelvhasználata, aki a szupersztrátum nyelven tanít.
A mezolektus az előbbi kettő között helyezkedik el, anélkül hogy világosan azonosítható lenne. Egyes nyelvészek megkülönböztetnek benne egy felső, az akrolektushoz a legközelebbi mezolektust, egy alsó, a bazilektushoz legközelebbit, és egy ezek közöttit.
David DeCamp, aki a kreol kontinuum fogalmat elsőként használta, a ’megmondtam neki’ mondat jamaicai angol megfelelőit adja meg különböző szintű változatokból való példákként: mi tel am / a tel im / a told him (vö. angol I told him). Egyes beszélők kódváltásra képesek egyazon beszédfolyamon belül is. Példája ennek a ’lábszár’ és a ’lábfej’ szavak megfelelőinek használata egy belizei angolt beszélő személy beszédében. Az angol kreol nyelvekben általában egyetlen szó van mindkettőre. A belizei angolban ez a fut (vö. angol foot). A beszélő azt mondja, hogy Wan shaak bait mi fut hia (vö. ang. A shark bit my leg here) ’Egy cápa itt harapott a láb(szár)amba’, majd a következő percben azt, hogy Main da maskito pan yu leg (vö. ang. Mind that mosquito on your leg) ’Vigyázz, ott az a szúnyog a láb(szár)adon’, a helyes angol szóval.
A kreol nyelv közeledését a szupersztrátumhoz dekreolizációnak hívják. Ennek van egy általános, a nyelv egészét érintő, és egy egyéni aspektusa. Az előbbi arra vonatkozik, hogy kreol utáni kontinuum keletkezik akkor, ha a nyelv egyre több beszélőit veszíti el, és kihalásnak indul. Ennek egyik példája a louisianai afroamerikaiak francia kreol nyelve, amely kihalófélben van a louisianai cajun nevű francia nyelv dialektusa és a franciaországi tanárok által tanított sztenderd francia hatása, az angol nyelv dominanciája és az ezt a kreolt beszélők hátrányos társadalmi státusza miatt. Ellenben életerős kreol nyelvek esetében, mint amilyen a haiti francia, a Pápua Új-Guineai vagy a belizei angol, nincs kreol utáni kontinuum. Az akrolektust bíró beszélőik nem mondanak le a mezolektusról vagy a bazilektusról sem, hanem kommunikációs helyzeteik szerint használják ezeket. Esetükben a dekreolizáció egyéni és alkalmi.

## A kreol nyelvek társadalmi, politikai és jogi státusza
Azon történelmi körülmények miatt, amelyekben létrejöttek, a kreol nyelveket elsősorban hátrányos helyzetű társadalmi rétegek, a gyarmatosított területek őslakosai, a rabszolgák és a bevándorlók használták. Az európai gyarmatosító hatalmak szemében a kreol embereknek általánosan alacsony volt a státusza, ezért a kreol nyelveket többnyire „elkorcsosult” nyelveknek, legjobb esetben pedig a politikailag domináns szupersztrátum nyelvek kezdetleges dialektusainak tekintették. Az effajta előítélet miatt a „kreolt” a nyelvészek a „nyelv” ellentéteként használták. Ezt az előítéletet még tovább fokozta a gyarmati rendszerben rejlő instabilitás, amely végül sok kreol nyelv eltűnéséhez vezetett, legfőképpen a nyelvet beszélő közösségek szétszóródása vagy asszimilációja miatt. Az érintett embercsoportok helyzete hátrányos maradt a rabszolgaság eltörlése és a gyarmatok felszabadulása után is. Mindezek következményeként még a kreol nyelvek beszélői szemében is csak a szupersztrátum nyelvnek volt tekintélye.
A 20. század második felében kezdődött politikai és tudományos változások miatt javult a kreol nyelvek helyzete, úgy is, mint élő nyelv, és mint a nyelvészeti érdeklődés tárgya szempontjából. A nyelvészek felismerték, hogy a kreol nyelv kialakulása egy univerzális jelenség, nem korlátozódik kizárólag az európai gyarmatosítás időszakára, valamint a nyelvevolúció egyik lényeges aspektusának tekinthető.
Idővel a kreol nyelvek társadalmi státusza különbözően alakult. Egyesek, még ha nincsenek is kihalófélben, hátrányos társadalmi rétegekhez kapcsolódnak, olyanokhoz, amelyek iskolázottsági szintje nulla vagy alacsony. Ilyen kreol nyelvre példa a ghánai angol.
Más, életerős kreol nyelveket, amelyek beszélőinek száma nem csökken, a 21. században már nem néznek le, tekintélyük van beszélőik szemében, beleértve azokat is, akik jól ismerik a szupersztrátum nyelvet is. Ilyenek például a Franciaországhoz tartozó tengerentúli területeken beszélt kreol nyelvek. Egyéb helyi nyelvek között a guadeloupe-i, a guyanai, a réunioni és a martinique-i kreol nyelveket is elismerik úgy, mint az európai franciaországi regionális nyelveket. Ezeken a területeken az iskolázottság, tehát a francia nyelv ismerete is hasonló szinten van a franciaországihoz, következésképpen létezik egy kreol anyanyelvű és a franciát is jól ismerő, de a kreolt is értékelő értelmiségi réteg. Ennek köszönhetően a kreol nyelveket tanítják az iskolarendszerben, beleértve egyetemeken is, ahol kreol nyelveket tanító pedagógusokat is képeznek. Ezeknek a nyelveknek már nemcsak beszélt aspektusuk van, hanem írott is, sztenderdizálási folyamatban vannak szótárak és grammatikák kidolgozása útján.
Van szépirodalom is francia kreol nyelveken. Története már a 17. században kezdődött, és első szerzői kreolok voltak a szó eredeti értelmében, azaz európai származásúak. 1885-ben megjelent Párizsban az Atipa című regény. A guyanai francia kreol nyelven írta egy Alfred Parépou álnevű szerző. Ez volt az első, 227 oldalas, teljesen kreol nyelven írt regény, a cayenne-i gyarmati társadalom szatírája. A francia kreol irodalom főleg az 1970-es évek után gyarapodott.
Mindezek ellenére a francia kreol értelmiségiek körében megvan a nyelvük veszélyeztetettségének érzete, mivel már nincsenek meg azok a gazdasági körülmények, amelyekben csak beszélt alakban bár, de természetesen élt a nyelv. A 21. században csak megfelelő jogi keretek között maradhatna fenn, de hiányzik az a nyelvpolitika, amely biztosíthatná ezt.
Egyes kreol nyelvek elérték a hivatalos nyelvi státuszt a szupersztrátum nyelv mellett. Ilyenek a haiti kreol nyelv, vagy a vanuatui angol kreol nyelv, a biszlama. Pápua Új-Guineában két hivatalos kreol nyelv is van, az angol szupersztrátumú tok piszin és a motu szupersztrátumú hiri motu.

## A kreol nyelvek földrajzi eloszlása és csoportosítása
Az európai gyarmatok kereskedelmi szokásainak következtében a legtöbb ismert európai szupersztrátumú kevert nyelv az Egyenlítő menti területeken keletkezett. Olyan térségekben, amelyek felől megközelíthetőek az óceánok, például Amerika part menti régióiban, Nyugat-Afrikában, India nyugati partján (Goában), Délkelet-Ázsia partvidékén Indonéziától kezdve, Makaón, a Fülöp-szigeteken, Malajzián, a Seychelle-szigeteken keresztül, egészen Óceániáig terjedtek ezek a területek.
Az atlanti kreol nyelvek európai nyelveken alapulnak, de afrikai és valószínűleg amerikai indián elemeket is tartalmaznak. Az indiai-óceáni kreol nyelvek szintén európai nyelvekből épülnek fel, de madagaszkári és esetleg más ázsiai nyelvekből is tartalmaznak bizonyos elemeket. Azonban léteznek még olyan kreol nyelvek is, amelyek kizárólag nem európai nyelvekből származnak.
A kreol nyelveket elsősorban azon kevert nyelvek típusa szerint lehet osztályozni, amelyekből kifejlődtek, majd a szupersztrátumot adó nyelvek szerint, ha volt nekik ilyen. Ezekből kiindulva francia, portugál stb. lexikai alapú kreol nyelveket különböztetnek meg.
A kreol nyelvek többsége pidzsinekből keletkezett, amelyek rendszerint két nyelv között alakultak ki, vagy olyanok között, amelyeknek csak egy szupersztrátum nyelvük volt. Sokkal kevesebbeknek szabir az alapja, amely több nyelv hozzájárulásával jött létre, de közöttük nem lehet csak egyet szupersztrátumként azonosítani. Példák:
- pidzsin alapú kreol nyelvek:

- európai szupersztrátumúak:

- újlatin szupersztrátumúak:

- francia szupersztrátumúak, pl. a haiti kreol;
- portugál szupersztrátumúak, pl. a zöld-foki;
- spanyol szupersztrátumúak, pl. a Fülöp-szigeteki chabacano;

- germán szupersztrátumúak:

- angol szupersztrátumúak, pl. a vanuatui biszlama;
- német szupersztrátumúak, pl. a kihalófélben levő Pápua Új-Guineai unserdeutsch;
- holland szupersztrátumúak, pl. a kihalt Virgin-szigeteki negerhollands;

- nem-európai szupersztrátumúak:

- maláj szupersztrátumúak, pl. Indonéziában a kupangi;
- motu szupersztrátumú: a pápua új-guineai hiri motu;

- szabir alapú kreol nyelvek, pl. a Közép-afrikai szangó.[49]